# Судно (озеро)
Су́дно (Судн-озеро, Сундозеро, Венех) — пресноводное озеро на территории Костомукшского городского округа Республики Карелии.

## Общие сведения
Площадь озера — 13,6 км², площадь водосборного бассейна — 358 км². Располагается на высоте 106,9 метров над уровнем моря.
Форма озера лопастная. Берега изрезанные, каменисто-песчаные, преимущественно возвышенные.
Через озеро протекает река Судно, впадающая в озеро Верхнее Куйто.
В озере более двух десятков островов различной площади. Общая площадь островов 4,5 км². Более крупные из них: Шурисуари и Мянтюсуари.
Рыбы: сиг, ряпушка, корюшка, щука, плотва, налим, окунь, ёрш.
Код объекта в государственном водном реестре — 02020000811102000004104.